# آمینپتین
آمینپتین (به انگلیسی: Amineptine)، که قبلاً با نام تجاری Survector فروخته می‌شد، یک ضد افسردگی غیرمعمول از خانواده ضد افسردگی‌های سه‌حلقه ای (TCA) است.
آمینپتین توسط انجمن تحقیقات پزشکی فرانسه در دهه ۱۹۶۰ توسعه داده شد. آمینپتین در سال ۱۹۷۸ توسط شرکت دارویی فرانسوی Servier معرفی شد
پس از عرضه آن به بازار اروپا، مواردی از مسمومیت کبدی در بیماران ظاهر شد که برخی موارد آن جدی بود. این امر، همراه با احتمال سومصرف، منجر به تعلیق مجوز بازاریابی Survector در فرانسه در سال ۱۹۹۹ شد.
آمینپتین هرگز توسط سازمان غذا و داروی آمریکا (FDA) برای بازاریابی در ایالات متحده تأیید نشده‌است، به این معنی که بازاریابی یا فروش آمینپتین برای هر گونه استفاده پزشکی در ایالات متحده قانونی نیست.

## مصارف پزشکی
آمینپتین در سال ۱۹۷۸ در فرانسه برای درمان افسردگی شدید با منشأ درون‌زاد تأیید شد.